# E-CCPM

e-CCPM (영어: Electric Complete Chassis Platform Module)은 PBV 적용을 위한 전기차량용 샤시모듈배터리 일체형 플랫폼이다.

## 상세
2022년 3월 16일, 현대모비스가 첫 공개했다. e-CCPM은 자동차의 기초가 되는 통합 프레임이다. 다양한 차종에 적용되며, 차종별 별도 플랫폼 개발 없이 전기차량의 다양한 목적에 맞춰 활용된다.
샤시프레임은 알루미늄으로 구성되며 알루미늄 압출물의 길이를 변경하여 다양한 크기의 PBV에 적용된다. 서스펜션의 이중축 악셀은 인휠 모터 작동 시 차량의 안전성을 향상시키고, 더블 위시본 서스펜션은 UCA가 낮은 저상 서스펜션으로 구성된다. 스티어링 시스템은 SFA, RWA, RWS로 구성된다. 드라이빙 시스템에는 PE시스템이 적용됐고, 브레이크 시스템에는 iMEB시스템이 적용됐다.

## 같이 보기
- 현대자동차그룹
- 현대모비스